# Celeste Cortesi
Silvia Celeste Rabimbi Cortesi (Pasay, 15 de dezembro de 1997) é uma modelo e rainha da beleza Italiana-Filipina, vencedora do concurso Miss Universo Filipinas 2022. Ela representou as Filipinas no concurso Miss Universo 2022.

## Biografia
Cortesi nasceu em 15 de dezembro de 1997 em Pasay, Grande Manila, Filipinas, filho de mãe filipina e pai italiano. Criada nas Filipinas e na Itália, Cortesi cresceu em uma família multicultural, exposta a seus ancestrais filipinos e italianos. Cortesi trabalhou como modelo na Itália antes de voltar para as Filipinas definitivamente. Ela está atualmente buscando sua licença imobiliária filipina.

## Concurso de beleza
Em 19 de maio de 2018, ela foi coroada Miss Terra Filipinas 2018 pela titular cessante Karen Ibasco. Depois de vencer o concurso Miss Terra Filipinas 2018, ela ganhou o direito de representar as Filipinas no concurso Miss Terra 2018. No final da competição, ela terminou como finalista do Top 8. Em 30 de abril de 2022, Cortesi ganhou o título de Miss Universo Filipinas 2022 pela Miss Universo Filipinas 2021 Beatrice Gomez. Como Miss Universo Filipinas, Cortesi representou as Filipinas no concurso realizado em Nova Orleans em 14 de Janeiro de 2023, mas não se classificou entre as 16 semifinalistas, quebrando o recorde de 12 classificações consecutivas das Filipinas no Miss Universo.